# Grzęda Białoruska
Uzasadnienie: powód integracji opisany w dyskusji hasła

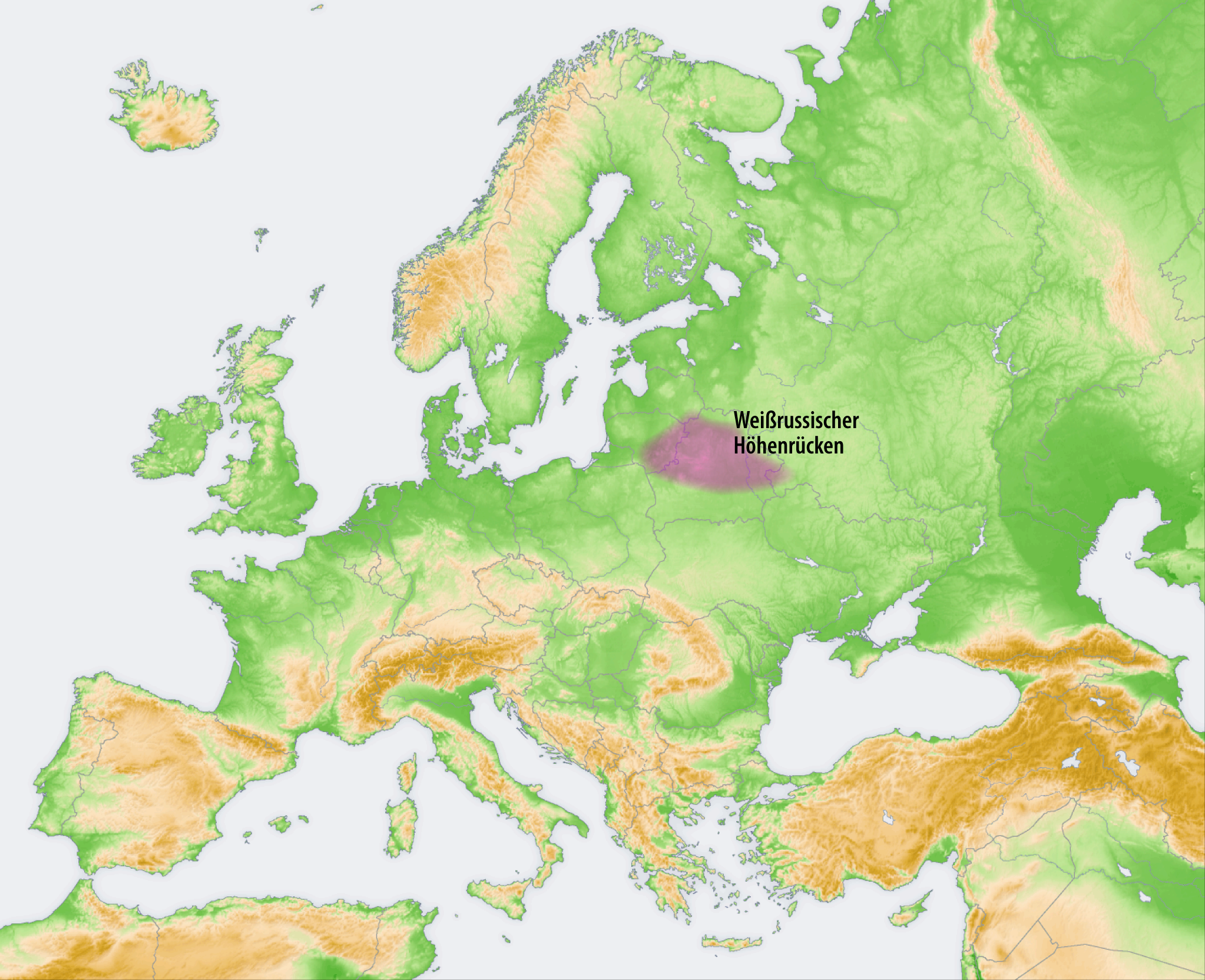
Grzęda Białoruska na mapie fizycznej Europy

Grzęda Białoruska (także: Wyżyna Białoruska; białorus. Беларуская града, ros. Белорусская гряда) – wyżynna część Niziny Wschodnioeuropejskiej, rozciągająca się z południowego zachodu na północny wschód od okolic Grodna do Orszy i Witebska. Leży niemal w całości na Białorusi. Jedynie południowo-zachodni kraniec (Wzgórza Sokólskie, z licznymi wzniesieniami żwirowymi, na których prowadzone są w zakładach górniczych na szeroką skalę prace wykopaliskowe) należy do Polski, skrawek na północy – do Litwy, a północno-wschodni kraniec – do Rosji. Przedłużeniem Grzędy Białoruskiej na północny wschód jest Grzęda Smoleńsko-Moskiewska, z którą łączy ją Brama Smoleńska.
Grzęda Białoruska rozpada się na szereg pomniejszych wyżyn, rozdzielonych obniżeniami. Idąc od zachodu, są to Wzgórza Sokólskie (Góra Wojnowska 238 m n.p.m.), Nizina Niemeńska, Wysoczyzna Wołkowyska (229 m n.p.m.), Wysoczyzna Nowogródzka (323 m n.p.m.), Grzęda Kopylska (243 m n.p.m.), Garb Oszmiański (320 m n.p.m.), Wysoczyzna Mińska (najwyższy punkt – Góra Dzierżyńska 345 m n.p.m.), Wysoczyzna Orszańska (262 m n.p.m.), Nizina Połocka, Wysoczyzna Horodecka (263 m n.p.m.) i Wysoczyzna Witebska (296 m n.p.m.). Średnia wysokość bezwzględna wynosi 240–260 m n.p.m. 
Grzęda Białoruska jest pochodzenia polodowcowego – stanowi linię moren czołowych. Składa się z niskich, łagodnych wzgórz. Podłoże Grzędy Białoruskiej stanowi białoruski masyw krystaliczny.
Grzęda Białoruska stanowi część głównego wododziału europejskiego pomiędzy Morzem Bałtyckim a Czarnym, ale kilka rzek, m.in. Berezyna i Niemen, przełamuje się przez nią.